# Grupo Modelo
Pour les articles homonymes, voir Modelo.
Le grupo Modelo, propriété du groupe Anheuser-Busch InBev, est le plus grand brasseur du Mexique avec 63 % du marché national. Il exporte sa production au Royaume-Uni, États-Unis et Canada. Ses marques disponibles à l'exportation sont la Corona (quatrième bière la plus vendue au monde), la Modelo, et la Pacífico.
Grupo Modelo possède également des marques destinées uniquement au marché intérieur mexicain, dont celles de Victoria (une récente campagne de publicité pour cette marque a été centrée sur le fait qu'elle est indisponible à l'étranger), Estrella (une bière locale que l'on trouve dans l'ouest du Mexique), León et Montejo (originaire du Yucatán, mais dorénavant disponible à l'échelle nationale). Grupo Modelo possède les droits exclusifs au Mexique pour l'importation et la distribution des bières produites par Anheuser-Busch. Jusqu'aux années 1960, Grupo Modelo utilisait les fleurs rouge de pavot dans ses publicités.

## Grupo Modelo

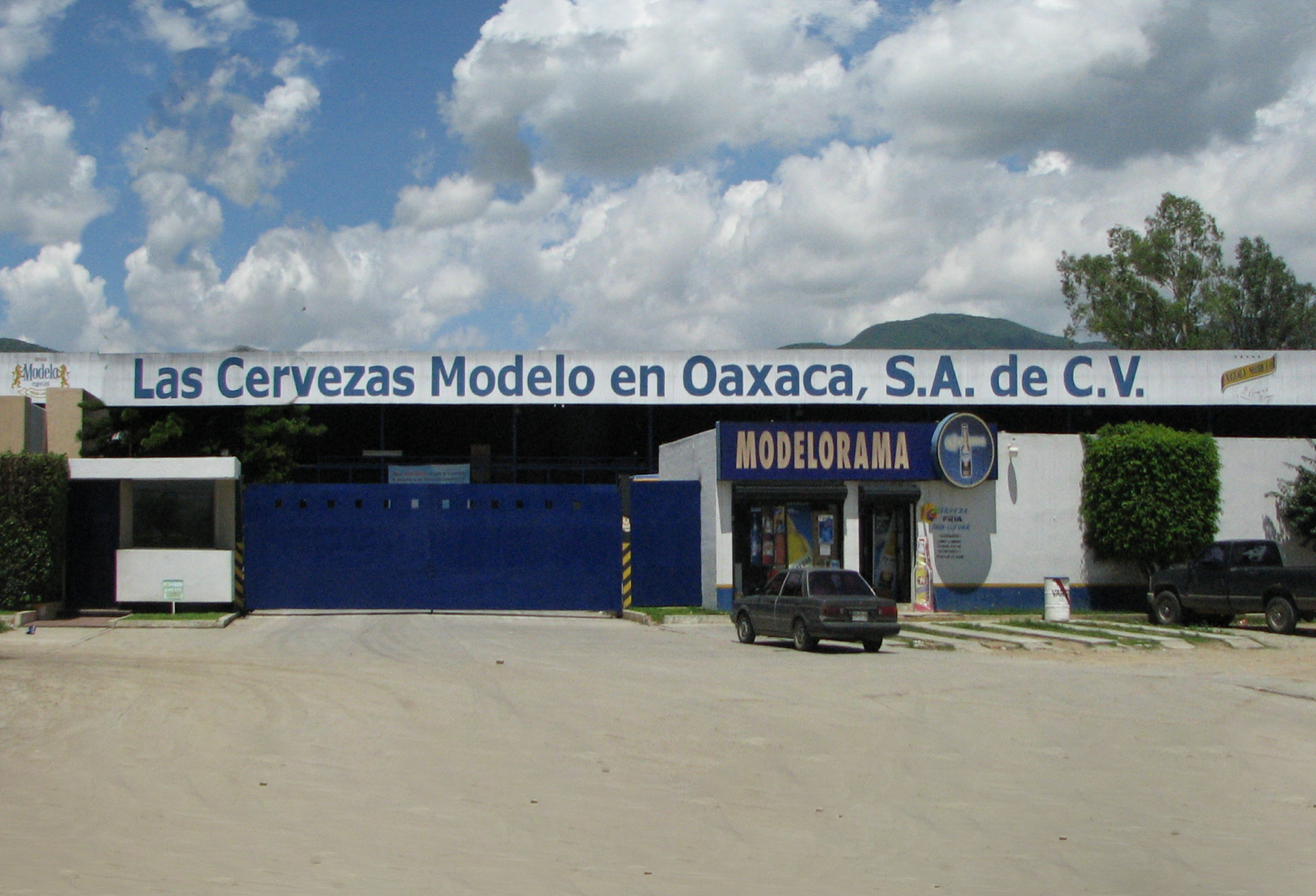
Brasserie d'Oaxaca

Grupo Modelo, fondée par l'homme d'affaires espagnol Pablo Díez à Mexico  en 1925, est le leader au Mexique dans la production de bière, de distribution et de commercialisation, avec 63 % de part de marché (national et export) au 31 décembre 2008. Il possède huit brasseries au Mexique, avec une capacité totale annuelle de 70 millions d'hectolitres. Il est l'importateur des produits Anheuser-Busch InBev au Mexique, comprenant notamment Budweiser, Bud Light et O'Doul's. Il importe également la marque chinoise Tsingtao et la bière danoise Carlsberg. Grâce à un partenariat avec Nestlé Waters, elle produit et distribue au Mexique les marques de bouteilles d'eau Sta. María et Nestlé Pureza Vital, entre autres.
Grupo Modelo est entré en bourse du Mexique en 1994, sous l'acronyme GMODELOC.
Le 29 juin 2012, Anheuser-Busch InBev a acquis la moitié du capital de Grupo Modelo qu'il ne détenait pas encore pour la somme de 20,1 milliards de dollars en numéraire. Dans le cadre de cette acquisition, Constellation Brands acquiert pour 1,85 milliard de dollars la participation de 50 % qu'il ne détenait pas dans les activités de distributions Grupo Modelo aux États-Unis, qui étaient possédées par ce dernier,.
En février 2014, Grupo Modelo vend ses 878 superettes Extra à Circulo K.

## Les différentes marques

### Corona

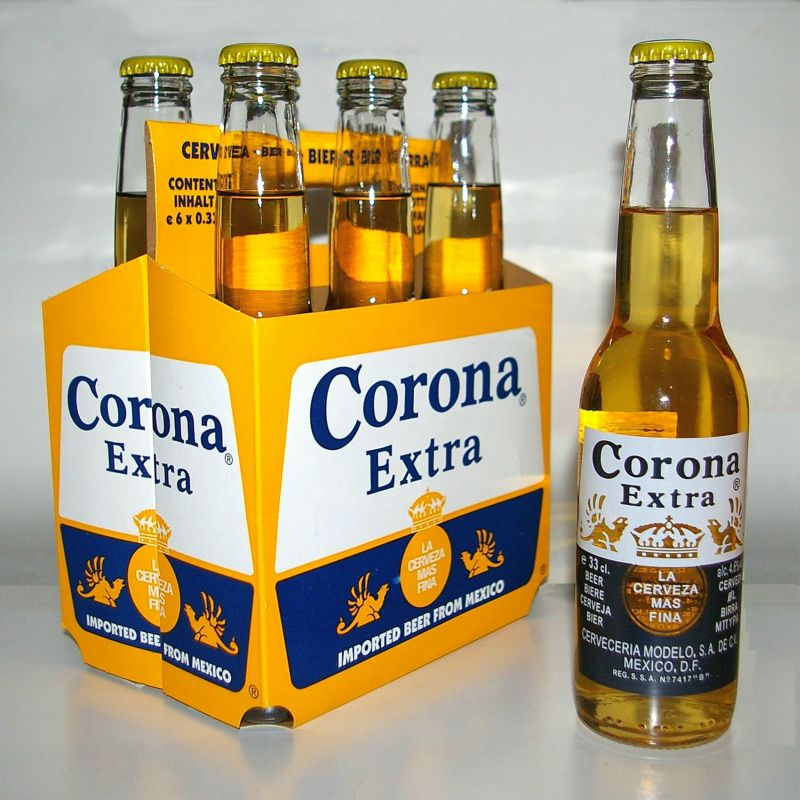
Pack de six Corona Extra

La variété principale de Corona est la Corona Extra, une bière lager blonde à 4,6%. C'est la bière la plus vendue au Mexique et l'une des cinq bières les plus vendues au monde,. Disponible dans plus de 150 pays, elle est aussi la marque mexicaine la plus exportée. Elle a été créée en 1925 par Cerveceria Modelo. En 1926, la brasserie a décidé de conditionner la bière dans des packs de quatre bouteilles transparentes en verre. En 1997, Corona Extra est devenue la bière la plus importée aux États-Unis, devant Heineken.
Corona Extra est disponible dans différents formats, allant de la Coronita  de 250 ml, la Corona Familiar de 940 ml, jusqu'à la Corona Mega de 1,2 litre. La Corona est disponible aussi en canette.
Contrairement aux autres Corona, la Corona de 355 ml est  embouteillée dans une bouteille transparente, ce qui accélère l'altération de la bière. L'exposition au soleil ou à la lumière des ampoules fluorescentes, comme celles utilisées dans les présentoirs réfrigérés altère de manière significative le goût de la bière.
La deuxième marque de Corona est la Corona Light, la première bière douce produite par ce brasseur. Elle possède un degré d'alcool de 3,7° et 99 calories (0,41 kJ) pour une bouteille de 355 ml.

### Victoria
Victoria est une lager viennoise à 4 % d'alcool, créée à Toluca, au Mexique, en 1865 par la Compañía Cervecera Toluca y México. Grupo Modelo rachète la compagnie mexicaine en 1935.
Elle est généralement vendue dans des bouteilles de 325 ou 940 ml ; il existe également une version de 150 ml. On retrouve une représentation de Gambrinus tenant une chope sur ses étiquettes.

### Pacifico

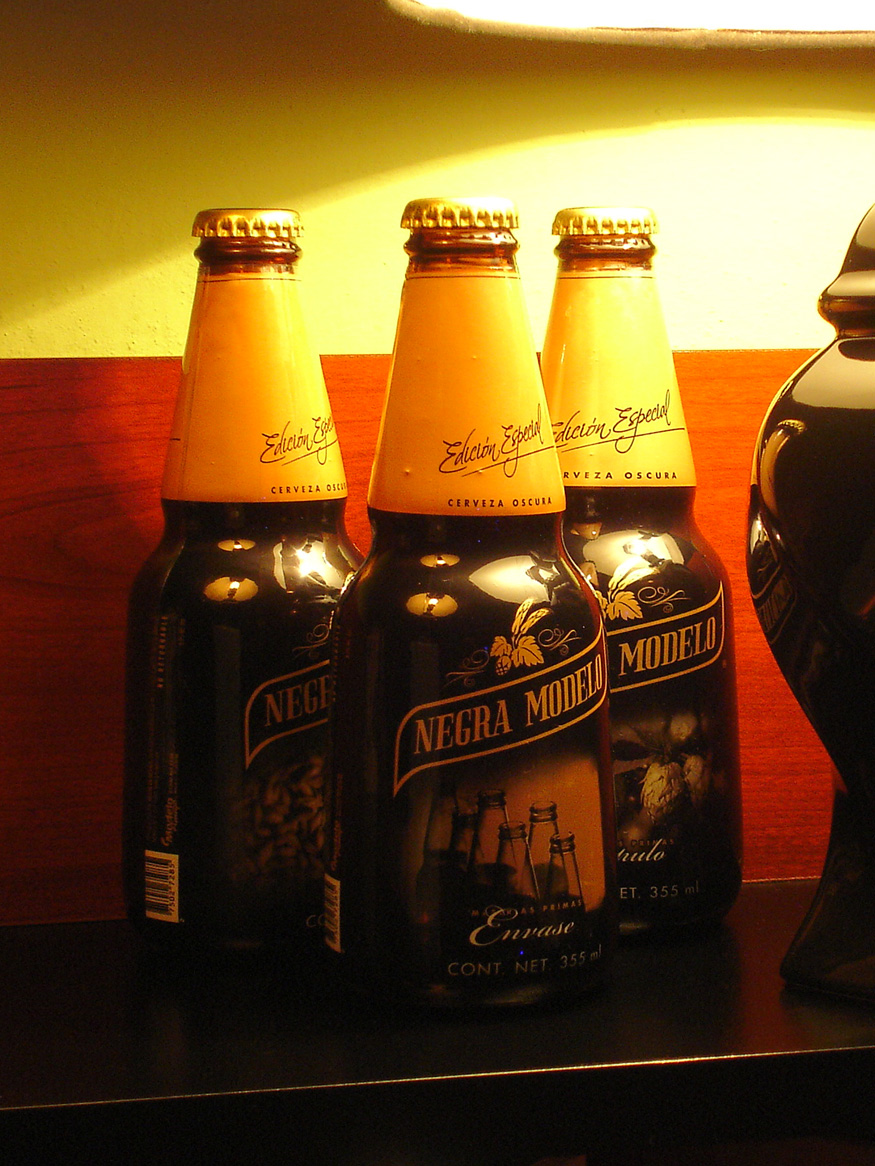
Negra Modelo en bouteille de 350 ml

La Pacífico est une bière ambrée à 4,5 % brassée à l'origine à Mazatlán dans le Sinaloa. L'image sur ses bouteilles représente le phare de sa ville originaire (bordant l'océan pacifique), entouré d'une bouée de sauvetage. Une variété douce a été lancée en 2008.

### Negra Modelo
La Negra Modelo est une bière lager viennoise (elle est considérée comme une dunkel munichoise) d'abord fabriquée au Mexique par des immigrants autrichiens en 1926. Les Modelo Negra sont vendues sous une forme plus européenne : les bouteilles sont larges et en verre brun.

### Modelo especial
La Modelo especial est une bière pils à 4,4°. Elle a été créée en 1925 et c'est la troisième bière la plus importée aux États-Unis avec plus de 24 millions d'unités vendues. En juin 2023, la bière est devenue la bière la plus vendue aux États-Unis au milieu du boycott Anheuser-Busch de 2023. La Modelo Especial est le plus souvent servi dans des bouteilles en verre de 355 ml (12 fl oz américains), bien que dans certains pays, il puisse être trouvé dans des canettes de 12 onces liquides américaines (355 ml).

## Personnalités
- María Asunción Aramburuzabala

## Concurrents
- Cervecería Cuauhtémoc Moctezuma